# 庫德里亞韋 (恰普林卡區)
46°30′30″N 33°31′26″E / 46.50833°N 33.52389°E
庫德里亞韋（烏克蘭語：Кудряве）是位於烏克蘭南部的村莊，由赫爾松州卡霍夫卡區的恰普林卡市鎮負責管轄。該村始建於1928年，面積10平方公里，海拔高度38米，2001年人口111，人口密度每平方公里11.1人。